# پوشاک لکی
لباس لکی (به لکی: جِنِک، پِرتال یا دولِنگ) لباس سنتی لکی برگرفته از فرهنگ، آداب، دین و … مردم لک در گذشته و حال است؛ و از نمادهای مهم این مردم می‌باشد. کاربرد این پوشاک در بین لَکها به قدری فراگیر بوده که اشعاری هم به این مضمون سروده شده‌است.

## توضیحات و تصاویر لکی
لباس مردان لک شامل شال و سِتره یا قبا، کلاه نمدی یا کِلاو، سربند گلونی، قبای نمدی پشمی با نام کپناک یا فرجی و گیوه و ... میباشد.

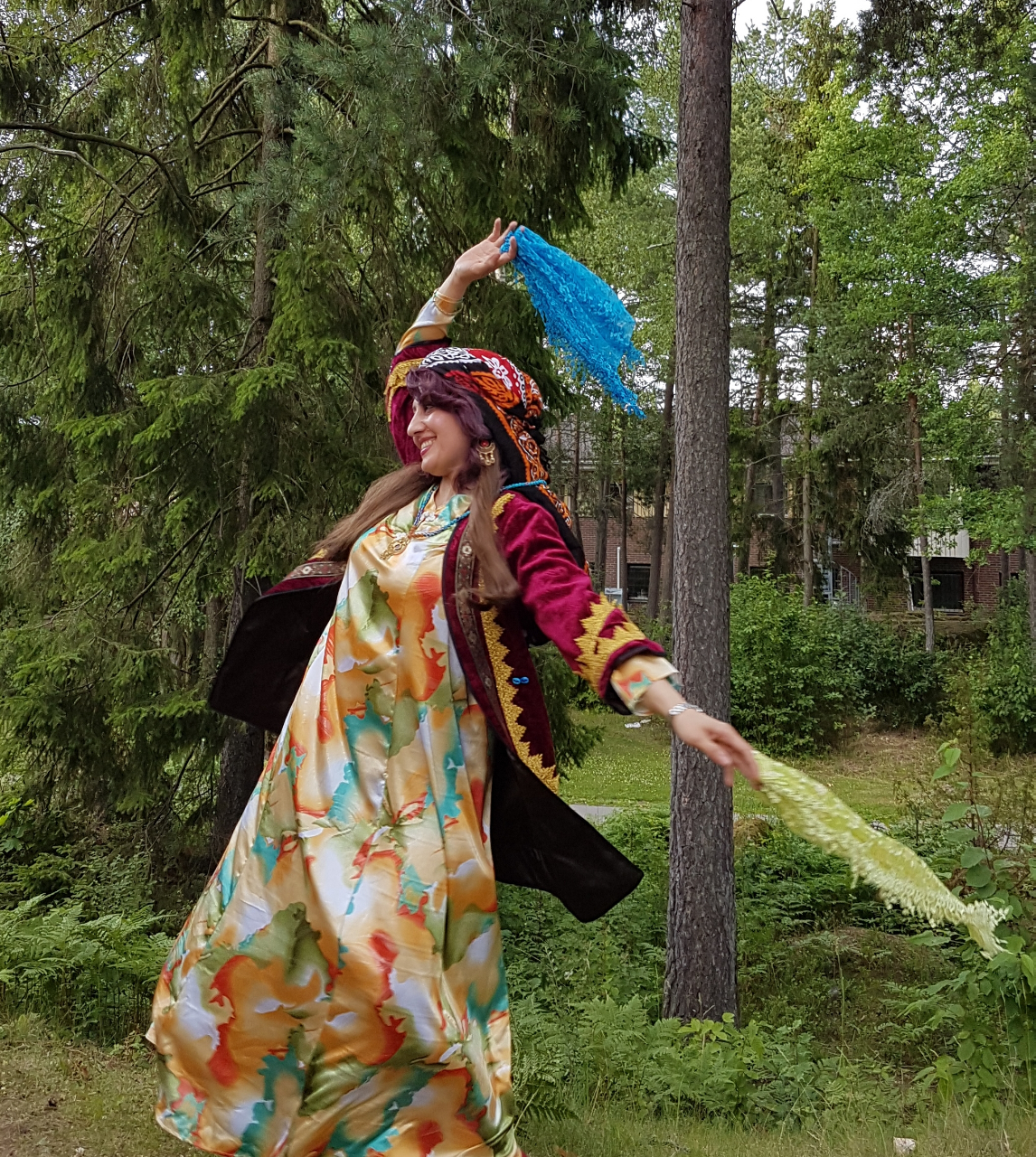
یک زن لک با پوشاک لکی

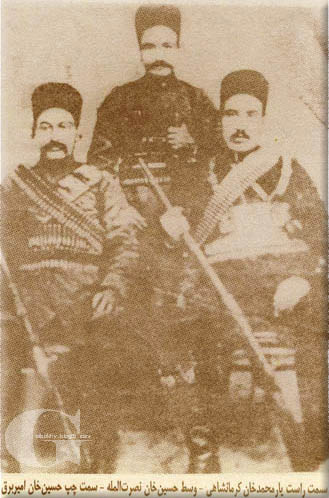
یارمحمدخان کرمانشاهی (سمت راست)، حسین خان نصرت المله (وسط)، حسین خان امیربرق (سمت چپ) در لباس رزمی عشایر لک کرمانشاه

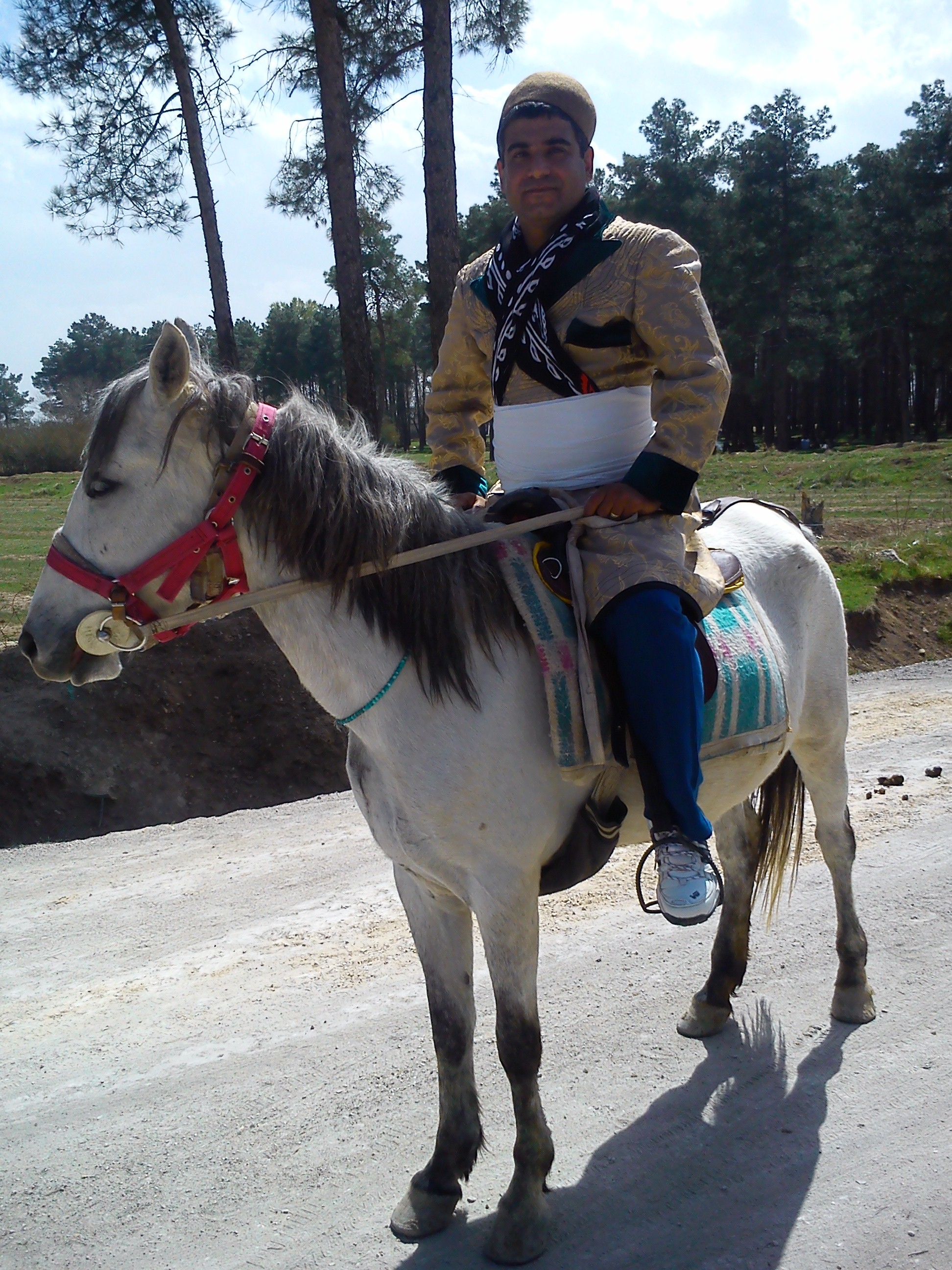
ستره و شال و کلاه نمدی نمونه ای از پوشاک مردان لک

این لباس بر حسب شغل و فصل‌های سال و سن افراد دچار دگرگونی می‌شود.
| اَرای بالای بَرز شای بالا بَرزان |  | هَر تو هاینه هول هِلهِله و لَرزان |

استعاره به: کلنجه و گلونی و سکه‌های که از آن آویزان شده‌اند و همچنین خلخال پا و دستبندهای خاصی که داشته‌اند.

## لباس مردانه
- کلاه ( کلاو): جنس این کلاه از نمد است.
- سربند (سەروەن) که یک پارچه به دور سر می بستند.
- شال: بر روی کمر بسته می‌شود.
- شاوال shawoal(شاوال):پایپوش مردان لک چیزی شبیه شلوار فارسیست با دوختی ساده و بدون جیب؛ و دمپاهای چین چین و بسیار دوخت.
- گیوه( کلاش): نوعی کفش که از جنس نخ می‌باشد.
- قوه: همان قبا فارسی که در گذشته از اجزا مهم لباس لک است.
- فرجی یا کولەبال: یک روپوش پشمی شبیه به جلیقه است.

شعری در وصف ستره:
| یاران کیِ دییِ کُر ویِ رنگینی |  | سترهٔ لطیفی، شالیِ گلونی |

## لباس زنانه

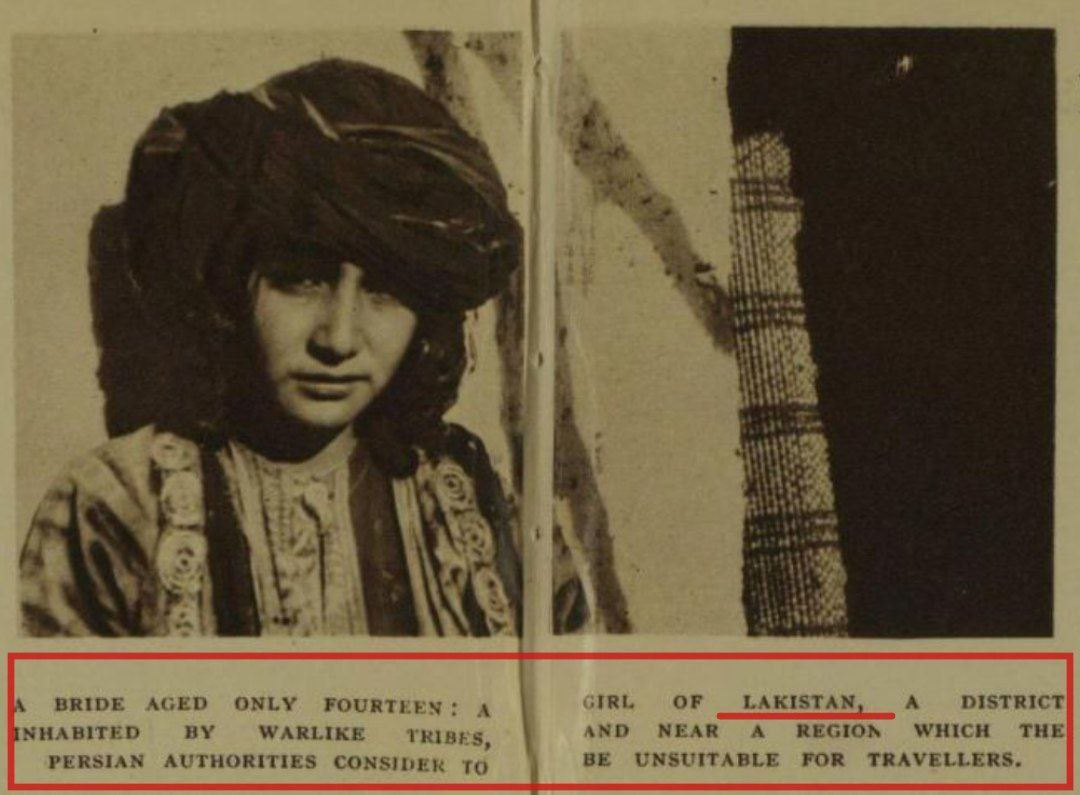
دختر لک با سربند لکی گلونی در نشریه «اخبار مصور لندن Illustrated London News» در سال ۱۹۳۲ (۹۳ سال پیش)

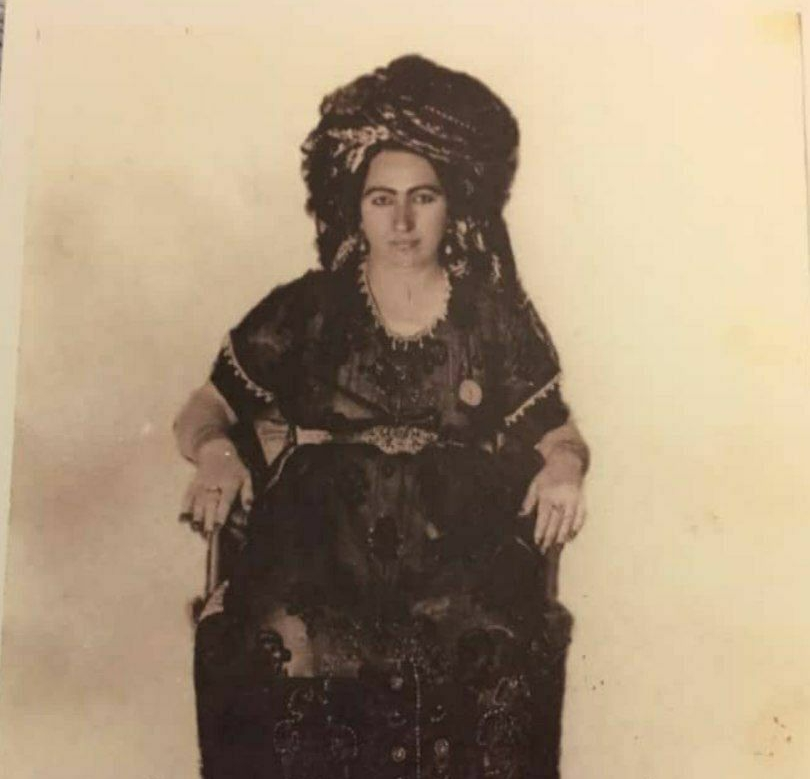
آغا سلطان اسفندیاری نوه ایلخان بزرگ لطفعلی خان بالاوند و همسر غلامرضاخان فیلی والی پشتکوه در زمان ناصرالدین شاه قاجار با سربند لکی گلونی

- هَراتی یا گُلوَنی یا لَچِک (به لکی) نوعی روسری می‌باشد که مردان و زنان لک بر سر می‌بندند. این روسری در رنگ‌های مختلف تولید می‌شود، اما عامه پسند آن با زمینهٔ سیاه و گل‌های سفید؛ قرمز یا بنفش تزئین می‌شود. اندازهٔ هَراتی بزرگتر از لَچِک است.

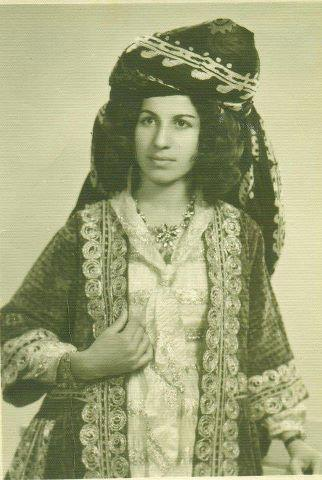
بانو قزی حسنوند خواهر
مهرعلی خان حسنوند امیر منظم نمونه ای از پوشش زیبای زنان لک

- کِراس: پیراهن بلندی که تا مچ پا را می‌پوشاند.. کراس در رنگ‌ها ی مختلف با گل‌های زیبا دوخته می‌شود. در گذشته این نوع پیراهن لکی با نام پارچه خوانده می‌شد.
- کُلنجه یا سرداری: لباس سنتی زنان لک است که بر روی لباس‌های دیگر پوشیده می‌شود. علت نامگذاری‌آن به سرداری این است که شبیه لباس رویین سرداران بزرگ بوده‌است و”ی” آن”ی”نسبت است. این لباس کلاً از مخمل با رنگ‌های شاد و زیبا تهیه می‌شود. طوری دوخته می‌شود که همانند پالتو تا زیر زانوها را بپوشاند. قسمت‌های سر دست و یقه از مخملی رنگی که با مخمل اصلی در تضاد نباشد. این لباس مخصوص جشن‌ها و مهمانی‌ها و مراسم رسمی بوده‌است. هم‌اکنون فقط در مراسم عروسی از زنان لک آن را می‌پوشند.

شعری فولکلور در وصف سرداری و کلنجه:
| سَرداری مَخمل کولنجه زَرّین |  | هر گوا کوگی کی داته سیی گَرّین |

- لرزونه: شی زینتی است که از سکه و گوی و مهره و تعدادی هلهله درست می‌شود. این وسیله به گلونی آویزان می‌شود.